# Colegio Nacional de Economistas
Federación de Colegios de Economistas de la República Mexicana es una asociación gremial que agrupa economistas mexicanos, integra a los colegios estatales, y representa los intereses gremiales y profesionales. Es una asociación que se autodenomina plural e incluyente, tanto desde el punto de vista del respeto a la libre expresión de las ideas y a las distintas corrientes del pensamiento económico, como del quehacer profesional de sus propios agremiados.
La Federación de Colegios de Economistas de la República Mexicana, tiene un conjunto de actividades tendientes a fortalecer la vida interna de su gremio, su presencia en el debate y análisis de la Política Económica Nacional, así como apoyar la formación del capital humano en diverzas áreas del conocimiento. Al respecto, debe señalarse que en todas las actividades mencionadas, la Federación ha contado siempre con el apoyo y la participación decidida de los distintos Colegios Estatales.

## Historia
Desde el año de 1952, cuando se alcanzó el centenar de economistas titulados, se iniciaron una serie de reuniones entre economistas distinguidos egresados de los distintos centros de educación de México, con el objeto de ir conformando las bases para integrar en un solo grupo a todos los profesionales de este ramo, y se funda el Colegio de Economistas del Distrito Federal, Asociación Civil entre cuyos principales objetivos eran los siguientes:
- Promover, fomentar y estimular el estudio de la economía por diferentes medios y organizar la creación de bibliotecas especializadas.
- Fomenta las relaciones de amistad y cooperación con otros colegios profesionales.
- Vigilar que el ejercicio de la profesión sea realizado de acuerdo con la ley de la ética profesional y que sean personas legalmente tituladas.
- Representar a sus miembros ante la Dirección General de Profesiones.
- Promover reformas legislativas relacionadas con el ejercicio de la profesión.
- Propugna porque los puestos públicos en que exista el requisito del título del economista, sean desempeñados por profesionistas que pertenezcan a la agrupación.
- Gestiona el registro de los títulos de sus componentes.
- Promueve la celebración de congresos de economistas para el estudio de los problemas relacionados con la profesión.
- Formación de una lista de sus miembros por especialidades, para llevar el turno conforme el cual deberá prestarse el servicio social.
- Presta la colaboración que el Poder Público le solicite como cuerpo de conjunta técnica.
- Asume ante la Secretaría de Educación Pública y ante la Dirección General de Profesiones la responsabilidad por las renuncias justificadas que sus miembros formulen por casos de violación a la Ley Reglamentaria del ejercicio profesional y a su reglamento.

La Comisión Organizadora del Colegio, integrada por los señores licenciados Gilberto Loyo (Director de la Escuela Nacional de Economía), Alfredo B. Cuéllar, Félix Chaires González, José Attolini Aguirre y Manuel Pallares Ramírez (Secretario General de la Sociedad de Alumnos de la Escuela Nacional de Economía); logró ante la Dirección General de Profesiones que se permitiera la formación del Colegio con un número menor de cien, tomando en cuenta que la carrera era relativamente nueva, obteniéndose una resolución favorable en el sentido de que podría constituirse el Colegio con noventa socios, manifestando por unanimidad su conformidad por constituirlo y teniendo carácter de Asociación Civil.
El Presidente de Debates, Lic. Carlos Andrade Muñoz, hizo la solemne declatoria de la constitución del Colegio.
Al contar con más miembros activos, radicados en diversas partes de México y egresados de las distintas escuelas y facultades de economía que había en el país, el día 7 de abril de 1964 se gestionan los trámites necesarios por la protocolización del Acta de la Asamblea General Ordinaria del Colegio de Economístas del Distrito Federal, A.C. Se toma el acuerdo de reformar los estatutos y cambiar el nombre de la asociación por el de Colegio de Economistas de México, Asociación Civil para que de esta manera fuera más representativo para todos sus miembros.
A solicitud del Lic. Héctor Gordillo Mazariegos, representante especial de la Asamblea General Ordinaria del Colegio Nacional de Economistas A.C. el día 19 de noviembre de 1971 se protocoliza el permiso ante la Secretaría de Relaciones Exteriores para cambiar la denominación por la de Colegio Nacional de Economistas, Asociación Civil, junto con los estatutos que rigen desde entonces a la asociación.
Posteriormente, los miembros del Colegio Nacional de Economistas, reunidos en Asamblea Nacional Extraordinaria de fecha 2 de marzo de 2012, durante el XIX Congreso en la Ciudad de Puebla, se decidió darle otra faceta al Colegio Nacional de Economistas en una Federación, por lo que el 27 de septiembre de 2012, diecinueve colegios celebraron un contrato para constituir una Asociación Civil, denominada Colegio Nacional de Economistas, Federación de Colegios de Economistas.  
Nuevamente en Asamblea Nacional Extraordinaria, de fecha 15 de noviembre de 2013, se resolvió cambiar la denominación de la Federación, para quedar en lo subsecuente como Federación de Colegios de Economistas de la República Mexicana, A. C., todo esto previo a dictamen emitido por la Comisión de Estatutos, en el sentido de que resultaba conveniente cambiar la denominación de la Federación, para poder así obtener el registro respectivo en la Dirección General de Profesiones de la SEP. 
De acuerdo a su Objeto Social, expresado en los Estatutos vigentes que rigen la vida de la propia Federación, los objetivos específicos que persigue son los siguientes: 
I. Apoyar la educación, capacitación, fortalecimiento y desarrollo profesional del gremio de los economistas en todo el país, agrupando  a todos los Colegios de Economistas que se encuentren registrados en las entidades federativas y velar porque el ejercicio profesional sea con un sentido de responsabilidad social, en beneficio de los intereses de los economistas mexicanos. Este objeto de “La Federación” se cumplirá en forma convergente por ella y por los Colegios Federados en el marco del Artículo 5° de la Constitución Política de los Estados Unidos Mexicanos.
II. Impulsar la formación, actualización académica y desarrollo cultural de los economistas por medio de la “La Federación” y de los Colegios integrantes de La Federación”, así como su certificación y el refrendo de la misma, promoviendo la especialización en áreas y campos que la transformación económica y social del país exija.
III. Impulsar la actualización continua de los economistas a través de la instrumentación de un sistema de educación continua con cursos, seminarios, talleres, diplomados y especializaciones.  
IV. Fomentar el estudio de la ciencia económica, el conocimiento pleno de la economía  mexicana, así como, de la política económica, en especial la aplicada, y sus alternativas y escenarios para México.
V. Colaborar con las instituciones de educación superior de economía, en la formulación de sus planes y programas de estudio y de investigación, al tiempo de propiciar que la educación que reciba el estudiante y el papel de la Universidad, sean congruentes con las necesidades que demandan los sectores sociales y productivos mexicanos.
VI. Operar procesos de Certificación Profesional con el objeto de garantizar a la sociedad, la calidad y pertinencia del ejercicio de la profesión, bajo los lineamientos, normas y procedimientos reconocidos nacional e internacionalmente.
VII. Establecer, promover y fomentar planes de colaboración entre sus agremiados, así como programas de becarios, prácticas profesionales y de servicio social profesional para que los estudiantes de economía puedan completar su formación académica.  
VIII. Fomentar la creación de bibliotecas y centros de información especializados en la ciencia económica y disciplinas afines.
IX. Otorgar becas para fomentar la preparación académica de economistas, con el objeto de que los becarios puedan realizar estudios en instituciones de enseñanza que tengan autorización o reconocimiento de validez oficial de estudios en los términos de la Ley General de Educación o, cuando se trate de instituciones del extranjero, éstas se encuentren reconocidas por el Consejo Nacional de Ciencia y Tecnología 
X. Realizar investigaciones propias sobre la problemática económica, social y política del país y de su entorno mundial.
XI. Promover, diseñar, editar, y distribuir artículos, investigaciones y publicaciones en materia económica y, en general, realizar todos aquellos actos que directa o indirectamente sean necesarios o útiles para cumplir los propósitos antes mencionados.
XII. Participar en los procedimientos de licitación a nivel nacional e internacional, que convoquen los gobiernos, organismos internacionales, así como organizaciones de los sectores privado y social, en materias de educación y capacitación económica.
XIII. Obtener recursos financieros a través de donativos, cuotas de recuperación, ingresos por servicios prestados, aportaciones de asociados, socios colectivos y participantes en eventos socioculturales, sorteos y rifas, fideicomisos o patronatos, siempre y cuando dichos recursos se apliquen al fomento de las actividades de “La Federación”  y sean sin fines de lucro, bajo un estricto esquema de transparencia y uso eficiente de los recursos.
XIV. Realizar las acciones necesarias para obtener el reconocimiento como entidad donataria.
XV. Promover propuestas que influyan en la expedición de Leyes, Reglamentos, Normas y sus reformas, relativos al ejercicio responsable de calidad y ética de la profesión de economistas, las cuales por ningún motivo serán remuneradas ni puedan realizarse a favor de los sectores que otorguen donativos a “La Federación”.
XVI. Lo señalado en el artículo 50 de la Ley Reglamentaria del Artículo 5 Constitucional relativo al ejercicio de las profesiones en el Distrito Federal y de las correspondientes en las entidades de la República.
XVII. Celebrar toda clase de actos jurídicos, convenios, acuerdos y contratos necesarios y/o convenientes para el cumplimiento y adecuada satisfacción de su objeto social.

## Órganos de Gobierno y Niveles de Representación
La representación territorial de la Federación de Colegios de Economistas de la República Mexicana, opera en los ámbitos nacional, estatal y regional, a su nivel. Los órganos de dirección son: 
I.	La Asamblea Nacional.
II.	El Consejo Nacional Directivo.
III.	La Presidencia de la Federación.
La Asamblea Nacional, estará constituida por:
I.	El Presidente de “La Federación”, quien la convoca y la preside.
II.	La Mesa Directiva del Consejo Nacional Directivo.
III.	Los Presidentes de los Colegios Federados asociados a “La Federación”.
IV.	Los Delegados designados de los Colegios Federados..
El Consejo Nacional Directivo es el órgano de gobierno y representación general de “La Federación”, sin perjuicio de las potestades de la Asamblea Nacional como órgano supremo.
El Consejo Nacional Directivo se integra por el presidente de “La Federación”, con el apoyo de un Vicepresidente, dos Secretarios Propietarios, dos suplentes, un Tesorero y un Subtesorero, estos puestos serán elegidos cada dos años. De igual forma serán parte del Consejo Nacional Directivo, doce Secretarías y Subsecretarías, mismas que serán designadas por el presidente de “La Federación”, el vicepresidente y Secretarios Propietarios, en apoyo para el ejercicio de sus funciones.
Los Consejos Directivos Estatales, corresponden a cada uno de los Colegios Estatales legalmente constituidos, cuentan con sus propios estatutos y se encuentran integrados a la Federación. Estos cuentan con una estructura similar en cuantos sus órganos de Gobierno al de la Federación y tienen autonomía de acción y decisión.
Al respecto, actualmente existen en la República Mexicana 41 Colegios Estatales integrados a la Federación, mismo que agremia a alrededor de 39,000 economistas en todo el país.

## Congresos Nacionales
A partir de 1974, el Colegio Nacional de Economistas ha organizado y celebrado un Congreso Nacional cada 2 años, al final de la gestión del correspondiente Consejo Nacional Directivo en funciones al presente se han celebrado 22 Congresos con las siguientes temáticas:
I “La Economía Mexicana: Coyuntura y Perspectiva”, celebrado en octubre de 1974, en la Ciudad de México, Distrito Federal, bajo la presidencia del Lic. Jorge Tamayo López Portillo.
II “Financiamiento e Inversión para el Desarrollo”, celebrado en junio de 1977, en la Ciudad de México, Distrito Federal, bajo la presidencia del Lic. Rodolfo Becerril Straffon.
III “Acumulación de Capital, Distribución del Ingreso y Empleo” celebrado en abril de 1979, en la Ciudad de México, Distrito Federal, bajo la presidencia del Lic. Armando Labra Manjarrez. 
IV “Energéticos, Alimentos y Planeación Económica” celebrado en mayo de 1981, en la Ciudad de México, Distrito Federal, bajo la presidencia del Lic. Manuel Aguilera Gómez. 
V “Rectoría del Estado y Planeación Económica” celebrado en junio de 1983, en la Ciudad de México, Distrito Federal, bajo la presidencia del Lic. Antonio Gazol Sánchez. 
VI “Descentralización Económica y Desarrollo Regional”, celebrado en agosto de 1985, en la Ciudad de México, Distrito Federal, bajo la presidencia del. Lic. Roberto Dávila Gómez Palacio. 
VII “Opciones Frente a la Crisis” celebrado en octubre de 1987, en la ciudad de Oaxaca, Oaxaca, bajo la presidencia del Lic. Gustavo Varela Ruiz. 
VIII “Bases para el Desarrollo en el Umbral del Siglo XXI” celebrado en octubre de 1989, en la Ciudad de México, Distrito Federal, bajo la presidencia del Lic. Ángel Aceves Saucedo. 
IX “Estado, Economía y Sociedad en México y en el Mundo”, celebrado en agosto de 1991, en la ciudad de Manzanillo, Colima, bajo la presidencia del Lic. Arturo Salcido Beltrán.
X “México: Perspectivas de una Economía Abierta” celebrado en marzo de 1993, en la Ciudad de México, Distrito Federal, bajo la presidencia del Lic. Luis Ángeles Ángeles. 
XI “Los Desafíos de la Economía Política al Fin del Milenio” celebrado en octubre de 1995, en la Ciudad de México, Distrito Federal, bajo la presidencia del Lic. Enrique del Val Blanco. 
XII “Por un Crecimiento con Equidad”, celebrado en octubre de 1997, en la Ciudad de México, Distrito Federal, bajo la presidencia de la Lic. Elena Sandoval Espinosa. 
XIII “Política Económica y Social hacia el 2025”, celebrado en febrero del 2000, en la Ciudad de México, Distrito Federal, bajo la presidencia del Lic. Juan Pablo Arroyo Ortiz. 
XIV “Política Económica, Federalismo y Desarrollo Regional del País que Queremos” celebrado en mayo del 2002, en la ciudad de Puebla de los Ángeles, Puebla, bajo la presidencia del Lic. David Colmenares Páramo.
XV “Las Reformas Pendientes y el Fortalecimiento Interno de Nuestra Economía”, celebrado en abril del 2004, en la ciudad de Pachuca, Hidalgo, bajo la presidencia del Lic. Carlos Loeza Manzanero.
XVI “Elaboración de una Propuesta de Política Económica que Garantice la Obtención de un Desarrollo Sustentable con Mejores Niveles de Empleo”, celebrado en marzo de 2006, en la Ciudad de México, Distrito Federal bajo la presidencia del Mtro. Oscar Guerra Ford.
XVII “Productividad y Competitividad: El Reto de México en la Economía Global”, a celebrarse en abril de 2008, en la ciudad de Tijuana, Baja California, bajo la presidencia del Dr. Fernando Butler Silva.
XVIII “Hacia la Reforma Económica para Revitalizar el Proyecto Nacional”, en febrero de 2010, en la ciudad de Querétaro, Qro., en la Presidencia del Lic. Ángel Buendía Tirado.
XIX “Un Nuevo Proyecto Nacional de Desarrollo” en marzo de 2012, en la ciudad de Puebla Pue., en la presidencia del Lic. Jesús Alberto Cano Vélez.
XX “Agenda para un México con Menor Desigualdad” que se llevó a cabo el 25, 26 y 27 de septiembre de 2014, en la Ciudad de México, en la presidencia del Lic. Jesús Alberto Cano Vélez.
XXI “Recuperemos la Confianza” que se llevó a cabo el 3 y 4 de noviembre de 2016 en la ciudad de Toluca, Estado de México con la actual presidente la Mtra. Soraya Pérez Munguía.
XXII “Hablemos de Economía” que se llevó a cabo el 22 y 23 de marzo de 2018 en la Ciudad de México, en la presidencia del Mtro. Luis Eduardo Lara Gutiérrez.
XXIII “Hacia un Proyecto de Nación 2030”, que se llevó a cabo el 30 de septiembre y 1 de octubre de 2022, en Zapopan, Jalisco, en la presidencia de Juan Carlos Sierra Boche.
En la más reciente edición de los Congresos Nacionales para lo cual la Federación de Colegios de Economistas de la República Mexicana, se dio a la tarea de reunir a un grupo de especialistas de alto nivel. Asimismo, se tuvo la participación de los Colegios de Economistas Estatales, instituciones educativas, organizaciones de la sociedad civil, funcionarios de los diversos niveles de gobierno y otros interesados, a efecto de analizar y enriquecer los trabajos realizados.